# Fernand Beissier
Roustang-Eugène-Fernand Beissier, né le 20 novembre 1856 à Arles (Bouches-du-Rhône) et mort le 2 août 1936 à Orange (Vaucluse), est un romancier, auteur de vaudevilles et librettiste Français.

## Biographie
Fernand Beissier est employé au ministère de l'instruction publique de 1881 à 1918. Il écrit pour le théâtre, y compris quelques pièces pour les enfants, mais c'est surtout en tant que librettiste qu'il sera connu. En 1926, il est nommé secrétaire général de la SACEM, puis président d'honneur. Il meurt dans un accident de voiture près d'Orange.

## Distinctions
- Officier de l'Instruction publique
- Officier de la Légion d'honneur (1931)[3].

## Œuvres

### Romans, contes et nouvelles
- Le Galoubet, contes et nouvelles de Provence, Paris : Henri Jouve, 1885.
- Prudence Raynaud, Albert Savine éditeur, 1887.
- Petit-Noël, conte bleu, Paris : A. Hennuyer, 1888.
- Les Amoureux de la fauvette, conte en vers, Paris : Librairie théâtrale, 1888.
- Contes à Simonne, Paris : Librairie Hachette et Cie, 1891. [lire en ligne]
- Les mémoires d'un moineau, Paris : Librairie Hachette et Cie, 1892.
- La Cigale d'Or, comprenant : La Cigale d'Or. L'Anier. Bebrix. La Clochette merveilleuse.  Au Clair de la Lune. Paris : Hachette, 1901. [lire en ligne]

### Théâtre pour enfants
- Mademoiselle Soupe au lait, comédie en un acte, pour jeunes filles, Paris : Ed. Billaudot, [s. d.].
- Le Petit Doigt de maman. La Moustache. Oraison funèbre de Polichinelle. Trois monologues pour enfants, Paris : Librairie théâtrale, 1884.
- La Cigale et la Fourmi, comédie enfantine en 1 acte, Paris : Librairie théâtrale, 1886.
- Saynètes pour jeunes filles, Comprenant : Ma sœur Claire. Un bon placement. l'oiseau bleu. La nuit de Noël. Les deux pigeonnes. Miss Peackle. Paris : Librairie théâtrale, 1888. [lire en ligne]
- Le jour de mademoiselle, saynète enfantine, Paris : Librairie théâtrale, 1892. [lire en ligne]
- Le Renard et le corbeau, saynète enfantine, Paris : Librairie théâtrale, 1895.

### Autres
- Les étapes d’un touriste en France. Le Pays d’Arles, Paris : A. Hennuyer, 1889[4]

### Discographie
- Les Yeux Des Femmes, Jean Delannay (musique), Fernand Beissier (parole), Marjal (chant), Cristal (label), 78 tours, 1930.
- Aubade D'Amour, Vittorio Monti (musique) , Fernand Beissier (parole), robert marino (chant), Pathé (label), 78 tours.
- Mon jardin de roses, compilation interprétée par Andre d'Arkor (es), EMI Belgium (label), CD, 1988.
- Myrrha, Maurice Ravel (musique), Fernand Beissier (parole), dans compilation Ravel, Œuvres Complètes, Decca (label), CD, 2012.
- Myrrha, Maurice Ravel (musique), Fernand Beissier (parole), dans compilation Michel Plasson et la musique française, EMI (label), CD, 2010.